# Anaxyrus californicus
Espèce
Synonymes
- Bufo cognatus californicus Camp, 1915
- Bufo californicus Camp, 1915

Statut de conservation UICN

 EN A2ac : En danger
Anaxyrus californicus est une espèce d'amphibiens de la famille des Bufonidae.  Elle est parfois encore nommée Bufo californicus.
Ce batracien vit dans le sud-ouest de l’Amérique du Nord.

## Description
Anaxyrus californicus mesure entre 50 et 80 mm à l'âge adulte. La peau est verruqueuse. Le dos est beige ou olivâtre, couvert de taches sombres. Le ventre est beaucoup plus clair, blanchâtre ou jaunâtre. Très rond de formes, ce crapaud a un museau court. Les têtards mesurent près de 40 mm au maximum. Ils sont beiges ou olivâtres sur le dos et présentent des taches sombres imprécises. Leur ventre est clair, presque blanc.

## Comportement

### Alimentation
Les adultes se nourrissent le plus souvent de nuit (même si ce n'est pas une règle stricte). Lorsqu'ils recherchent leur nourriture, ils marchent et ne sautent pas. Ils consomment des escargots, insectes orthoptères (notamment ceux de la famille des Stenopelmatidae), coléoptères, fourmis, chenilles et papillons de nuit. Il leur arrive de pratiquer le cannibalisme, n'hésitant pas à avaler de jeunes amphibiens, y compris de leur propre espèce.

### Reproduction

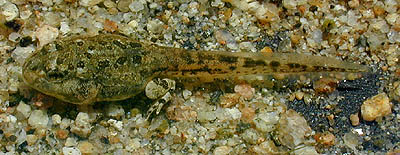
Têtard dAnaxyrus californicus

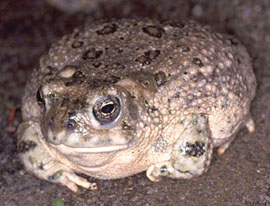
Anaxyrus californicus

La ponte a généralement lieu entre mars et juillet, mais peut être plus tardive (jusqu'en septembre). Les œufs sont pondus dans l'eau claire et calme de zones abritées de ruisseaux ou dans des étangs peu profonds. Les pontes forment des bandes qui, en se mêlant à d'autres pontes, peuvent former des masses emmêlées de plusieurs milliers d'œufs.

### Rythme de vie
Les têtards sont plutôt diurnes et montrent une tolérance plus élevée aux fortes températures que les adultes. Ces derniers ne sont vraiment actifs que lorsque les températures ont une valeur comprise entre 22 et 35 °C. Ils sont essentiellement nocturnes, mais peuvent se montrer actifs de jour durant la saison de reproduction.

## Distribution et habitat

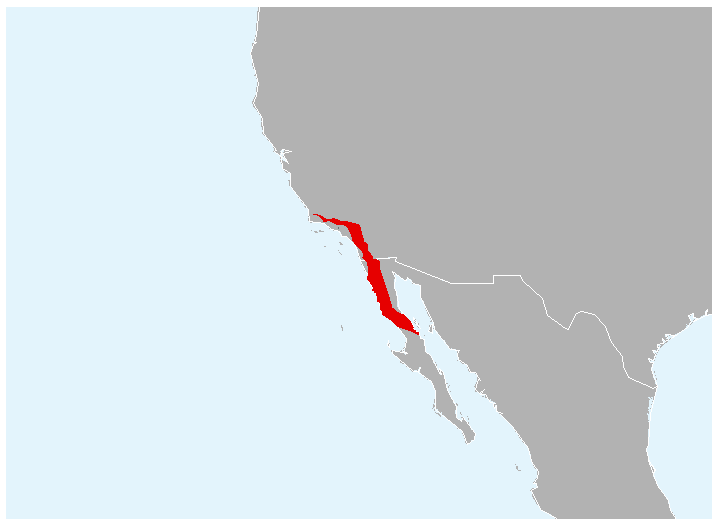
Distribution

Cette espèce se rencontre dans le sud-ouest de l'Amérique du Nord jusqu'à 1 950 m d'altitude :
- dans le sud-ouest des États-Unis, en Californie ;
- dans le Nord-Ouest du Mexique, dans le nord de la Basse-Californie.

Anaxyrus californicus vit à des altitudes inférieures à 2 000 m, généralement à proximité des cours d’eau temporaires ou ruisseaux des zones semi-arides à arides qu'il fréquente.

## Statut de protection et conservation
Anaxyrus californicus est listé sur la liste rouge de l'UICN dans la catégorie EN, celle des espèces en danger. Selon l'UICN (06 décembre 2011), il ne resterait qu'environ 3 000 adultes reproducteurs dans la nature. Selon AmphibiaWeb (06 décembre 2011), le principal problème pour cette espèce est la réduction et la fragmentation de son habitat par l'urbanisation, les barrages et divers aléas liés à la gestion de l'eau dans ces régions arides, ainsi qu'à d'autres activités humaines (extraction de granulats, activités militaires, etc.)

## Publication originale
- Camp, 1915 : Batrachoseps major and Bufo cognatus californicus, new Amphibia from southern California. University of California Publications in Zoology, vol. 12, p. 327-334 (texte intégral).